# Сальваньяк-Кажарк
Сальванья́к-Кажа́рк (фр. Salvagnac-Cajarc, окс. Sauvanhac) — коммуна во Франции, находится в регионе Окситания. Департамент — Аверон. Входит в состав кантона Вильнёв. Округ коммуны — Вильфранш-де-Руэрг.
Код INSEE коммуны — 12256.
Коммуна расположена приблизительно в 490 км к югу от Парижа, в 105 км севернее Тулузы, в 60 км к западу от Родеза.

## Население
Население коммуны на 2008 год составляло 371 человек.
| 1962 | 1968 | 1975 | 1982 | 1990 | 1999 | 2008 |
| ---- | ---- | ---- | ---- | ---- | ---- | ---- |
| 248  | 257  | 270  | 317  | 345  | 353  | 371  |

## Экономика
В 2007 году среди 220 человек в трудоспособном возрасте (15—64 лет) 160 были экономически активными, 60 — неактивными (показатель активности — 72,7 %, в 1999 году было 67,7 %). Из 160 активных работали 144 человека (80 мужчин и 64 женщины), безработных было 16 (9 мужчин и 7 женщин). Среди 60 неактивных 8 человек были учениками или студентами, 33 — пенсионерами, 19 были неактивными по другим причинам.

## Достопримечательности
- Замок XIII века. Памятник истории с 1991 года[3]